# Indira (cràter)
Indira és un cràter d'impacte en el planeta Venus de 16,6 km de diàmetre. Porta el nom d'un antropònim hindi, i el seu nom va ser aprovat per la Unió Astronòmica Internacional el 1985.